# Aimar Olaizola

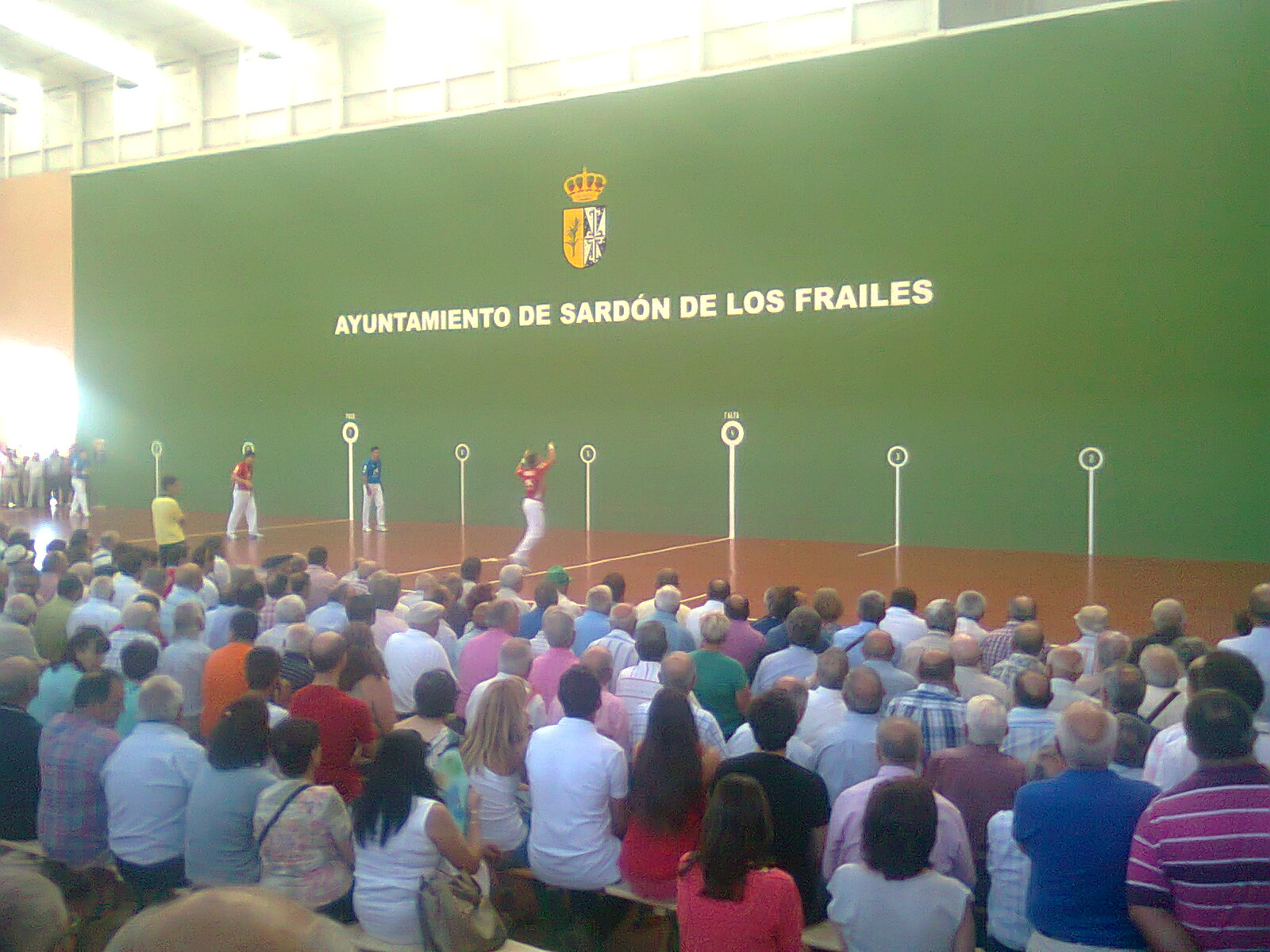
Saque de Olaizola II en el partido Olaizola II-Begino frente a Urrutikoetxea-Beroiz en Sardón de los Frailes (Salamanca). 24 de agosto de 2014

Aimar Olaizola Apezetxea, llamado Olaizola II (Goizueta, Navarra, 13 de noviembre de 1979) es un expelotari español de pelota vasca, en la modalidad de mano. Es considerado como uno de los mejores pelotaris de todos los tiempos y el que más finales ha jugado entre las tres modalidades.
Es el pelotari de la historia con más finales del Campeonato de Parejas jugadas, el que más txapelas del Campeonato del Cuatro y Medio tiene y el pelotari con más txapelas entre las tres modalidades tras Retegi II, siendo también el pelotari con más finales del Campeonato manomanista jugadas tras este último.  
Es digno de destacar que Aimar Olaizola es uno de los ocho únicos pelotaris, junto a Julián Retegi, Fernando Arretxe, Abel Barriola, Juan Martínez de Irujo, Urrutikoetxea, Oinatz Bengoetxea y Jokin Altuna que ha logrado las tres txapelas de las máximas competiciones de la mano profesional.  

## Carrera profesional
Hermano del también manista Olaizola I, desde pequeño Aimar se aficionó a jugar en el frontón de su pueblo. Sus victorias más destacadas en aficionados son el campeonato de España Sub-20 individual en 1998, el de Navarra en Parejas 1998, del Torneo Diario Vasco de Juveniles en 1996 y del Torneo del 4 1/2 de Elgeta en 1995.
Destacando desde antes de su debut, una vez dado el salto al profesionalismo en el 98, rápidamente se abrió hueco entre los mejores pelotaris de la empresa. A los pocos meses de debutar, se alzó con el campeonato de segunda del Manomanista venciendo a Hirigoyen 22-16 en el frontón Astelena.
El pelotari más laureado de todos los tiempos, Retegi II, lo eligió como rival en su partido de despedida en el Adarraga de Logroño, un 20 de septiembre de 2001, teniendo Retegi II 47 años y Olaizola II sólo 22, una diferencia de 25 años.
Su primera txapela en la máxima categoría llegó en el 2002 tras ganar todos los partidos del Cuatro y Medio con claridad (a Goñi III lo dejó en 5, a Tirapu en 7, a Koka en 6, a Otaegi en 7, a Beloki en 7, a Unanue en 8 y a Esain en 11), venciendo 22-13 en la final en el Ogueta de Vitoria a Abel Barriola, el cual era el pelotari estrella del momento pues la temporada previa había derrotado a Beloki, la mayor figura en activo, en la final del Manomanista con un 22-3. Barriola venía también de tumbar a Eugi, otro de los mayores exponentes de la pelota profesional, en la final del Cuatro y Medio del 2001.
En la siguiente temporada protagonizó una heroica hazaña en el campeonato Manomanista cuando, y tras haber derrotado a Barriola dejándolo en 2, a Eugi en 9, a González en 5, a Imaz en 5, en semifinales se lesionó en mitad del partido contra Beloki, jugando el resto del partido con una sola mano y ganándolo. Unas pocas semanas después, aún lesionado, decidió jugar la final del Manomanista pese a los evidentes dolores que sufría, y cayó fácilmente derrotado ante Patxi Ruiz en el Atano III sin poder dar su nivel. Aimar fue duramente criticado por el público y la cátedra por presentarse lesionado a un partido que no podía asumir en ese estado. Se lesionó en el bíceps femoral estando 150 días parado.
Esa misma temporada, llegó junto a Pascual, a la final del Parejas, donde cayeron frente a Koka y un extraordinario Beloki por 22-15 en el Atano III.
Al siguiente año, 2004, se alzó con el campeonato del Cuatro y Medio derrotando fácilmente a Barriola en la final, 22-8. Previamente derrotó a González dejándolo en 12, a Agirre en 7, a Capellán en 6, a Nagore en 16, y a Xala dos veces dejándolo en 5 y 8.
En el 2005 derrotó en la final del Manomanista a Martínez de Irujo, pelotari que en ese momento estaba invicto en la modalidad, tras eliminar a González en 6 en semifinales. En la final del Cuatro y Medio de ese año se impuso fácilmente a Xala, otro de los pelotaris más importantes de entonces, asentándole un contundente 22-5.
En la temporada de 2006, sufrió dos duras derrotas; la final del Manomanista pese a hacer un buen papel durante el campeonato, destacando la victoria contra Eugi en 22-4, y la final del Parejas junto a Zearra ante Martínez de Irujo por un ajustado 22-17 y Martínez de Irujo y Eulate por 22-11, respectivamente.
Su próximo título vendría al siguiente año, 2007, tras ganar su segunda txapela del Manomanista con un contundente 22-10 ante Barriola.
Meses más tarde, en la final del campeonato Masters Baskepensiones BBK Manomanista, se impuso con facilidad a Eugi nuevamente, 22-6, tras haber derrotado fácilmente a Martínez de Irujo, 22-9, previamente.
En 2008 ganó por primera vez el campeonato que más se le había resistido hasta entonces, el de Parejas, junto a Oier Mendizabal, un pelotari considerado de segunda categoría, realizando una absoluta exhibición y demostración de calidad. Ese mismo año también ganó el Cuatro y Medio ganando a Martínez de Irujo 22-17 en la final, tras derrotar a Titin III, uno de los mayores exponentes de la pelota profesional, 22-9 en la semifinal.
Al siguiente año repitió la hazaña llegando nuevamente con Mendizabal a la final del Parejas, tras otra magnífica demostración de juego, perdiendo la final 22-21 contra Martínez de Irujo y Goñi III tras una fortuita escapada de este último. En el Manomanista cayó en la final 22-12 ante Martínez de Irujo, y se tomó venganza en la revancha del Manomanista imponiéndose a Martínez de Irujo 22-9.
En el primer partido del Manomanista del 2010, el 24 de abril, sufrió una grave lesión al romperse el ligamento cruzado anterior de la rodilla derecha. Aimar tuvo que pasar por el quirófano y se perdió la mayor parte de lo que restaba de temporada. En noviembre, más de 6 meses después de producirse la lesión, pudo reaparecer de nuevo.
En la temporada 2011 Olaizola II demostró haberse recuperado completamente de su lesión y estar en mejor forma que nunca. No en vano, alcanzó por primera vez en su carrera en un mismo año las finales de los tres torneos más importantes de la pelota vasca profesional. En el campeonato de mano Parejas, formando pareja con el zaguero Aritz Begino, se impuso a Xala y Beroiz en la final por 22-14. También ganó el Cuatro y Medio, por quinta vez en su carrera, imponiéndose fácilmente a Martínez de Irujo en la final. Tan solo se le escapó esa temporada el Manomanista, al perder la final por 22-19 frente a Xala, impidiéndole este hecho completar un triplete histórico, en un partido que quedaría para la memoria pelotazale por su trasfondo.
Las temporadas de 2012 y 2013 resultarían ser las mejores de su carrera con un promedio del 73% de victorias y con todas las txapelas individuales conquistadas, protagonizando algunas de las mayores exhibiciones vistas en un frontón. Destacan especialmente las dos abultadas victorias en las finales del Manomanista con idéntico resultado de 22-7 contra Martínez de Irujo.
Posteriormente, y tras jugar varias finales y sufrir duras derrotas como la final del Manomanista perdida por 22-19 contra Mikel Urrutikoetxea en el frontón Bizkaia en la temporada 2015 (venía de dejar a Altuna en 8 en cuartos y a Martínez de Irujo en 15 en semifinales), puso fin a unos años de sequía tras ganar el Parejas de 2016 precisamente con Urrutikoetxea, lo que supuso un logro excepcional pues ambos eran delanteros.
En los años siguientes y pese a su edad siguió rindiendo a un nivel competitivo disputando una final del Manomanista con 38 años contra Altuna y otras del Parejas con 40 años, nuevamente junto a Urrutikoetxea, frente a Ezkurdia y Martija.
Se retiró de la pelota profesional el 13 de noviembre de 2021, día de su cumpleaños cumpliendo 42 años, en el frontón de Goizueta, su pueblo natal, tras 23 años de exitosa carrera profesional.

## Temporada 2012
La temporada 2012 empezó de la mejor manera posible para Olaizola II. En el Campeonato de Mano Parejas le tocó como pareja su rival en la final de la temporada anterior, el zaguero navarro Beroiz. La pareja Olaizola II-Beroiz se mostró intratable en la liguilla de cuartos de final de este campeonato, venciendo a todos sus rivales y mostrando una clara superioridad ante todos ellos. Sin embargo la pareja favorita falló ante todo pronóstico en la liguilla de semifinales, donde la pareja riojana Titín III-Merino II les venció en el segundo partido por un ajustado 22-20. Así en la última jornada Olaizola II y Beroiz se tuvieron que jugar la clasificación para la final ante Xala y Laskurain. Aunque Olaizola II y Beroiz se mostraron superiores durante buena parte del partido, problemas físicos de Beroiz, que se lesionó la mano derecha durante el partido, permitieron a sus rivales remontar el partido y ganarles por 22-18, dejándoles fuera de la final.
En el Manomanista, Olaizola II, se desquitó del trago amargo del Parejas. Inició el campeonato con dudas, debido a unas molestias que arrastraba en la espalda y que le obligaron a aplazar su primer partido. En este encuentro de cuartos de final, logró no sin problemas eliminar a Retegi Bi por 22-15. Sin embargo los dos siguientes partidos los solventó con sendas exhibiciones de juego, dejando eliminado a Bengoetxea VI por 22-5 en la semifinal y venciendo a Martínez de Irujo por 22-7 en la final.
Durante el verano Aimar Olaizola ganó varios torneos; el Torneo Villa de Zarauz, haciendo de pareja con el pelotari guipuzcoano Jon Ander Albisu; el Villa de Bilbao, esta vez con Aritz Begino como zaguero y ya en septiembre el Torneo Sanantolines de Lequeitio, esta vez con Apraiz. No pudo meterse sin embargo en la final de la prestigiosa Feria de San Mateo que cierra la temporada de torneos y ferias de verano, donde repitió con Apraiz como pareja; ni en las finales de otros prestigiosos torneos como el Torneo de San Fermín o el Torneo Virgen Blanca de Vitoria.
Olaizola II comenzó el torneo del Cuatro y Medio el 27 de octubre, estando clasificado directamente para la liguilla de cuartos de final. Fue el claro dominador de su grupo de cuartos al ganar sus tres encuentros, con una diferencia de 34 puntos a favor (contra Bengoetxea ganó 22-13, a Arretxe II 22-13 y a Xala 22-6). En semifinales Olaizola se deshizo de Juan Martínez de Irujo por 22-18, en el partido que resultó a la postre el más ajustado de los que disputó el goizuetarra en el torneo y que fue considerada por muchos como la final adelantada del Cuatro y Medio.  En la final, disputada el 16 de diciembre Aimar ganó con claridad por 22-9 a Bengoetxea VI, a quien ya había derrotado con anterioridad en la liguilla. Este se convirtió en su sexto título en el Cuatro y Medio.

## Temporada 2013
La temporada se inició con el Campeonato de Mano Parejas. En esta ocasión Olaizola II fue emparejado por su empresa con Ibai Zabala, un zaguero vizcaíno considerado hasta el momento de segundo nivel, ya que solo había jugado algún partido como suplente en la anterior edición del campeonato de Parejas. A pesar de la incertidumbre que suponía el haber sido emparejado con Zabala, la pareja consiguió abrirse paso en la liguilla sin problemas, quedando segundos de la misma con 10 victoria y 4 derrotas. La pareja Olaizola II - Zabala solo se mostró inferior ante Mtz. de Irujo - Zabaleta, que les derrotaron en los dos encuentros de la liguilla de cuartos.
No obstante, se desquitó en las otras dos modalidades individuales donde sólo dependía de su propia calidad, mostrándose intratable nuevamente. En esta temporada, venció con gran facilidad y con idéntico resultado al año anterior a su eterno rival, Martínez de Irujo, 22-7 en el frontón Bizkaia en la final del Manomanista, y volvió a batirlo con un resultado más apretado, 22-16 en la final del Cuatro y Medio.

## Características
Aimar Olaizola es un pelotari que ha destacado por una excelente técnica y dominio de todas las posturas, en especial el gancho de izquierda y una exquisita capacidad rematadora para acabar los tantos. Asimismo, destaca su gran defensa y su rocosidad, así como una mente fría y una impecable lectura de juego que le permitía ganar la mayoría de partidos.
Esta inusitada capacidad de remate la llevó al extremo especialmente en el Cuatro y Medio, convirtiéndose en un auténtico especialista ganando 7 de 8 finales. Por otra parte, es destacable que siempre ofreció grandes ventajas en el campeonato del Parejas jugando en la mayoría de las ocasiones con los zagueros más débiles de la empresa.

## Rivalidad con Martínez de Irujo
Durante los trece años en los que coincidieron, Aimar Olaizola mantuvo una intensa rivalidad a lo largo de su carrera profesional con el pelotari Martínez de Irujo, con quien disputó un total de 13 finales de los tres grandes campeonatos de la temporada entre los años 2005 y 2016. De esas finales entre ambos, salió victorioso en 7 ocasiones y derrotado 6 veces.
De las 19 ocasiones en las que se enfrentó a Martínez de Irujo en campeonatos oficiales de las modalidades individuales, es decir, Cuatro y Medio y Manomanista, en 11 salió victorioso Olaizola II y en 8 Martínez de Irujo. De los 8 encuentros disputados entre sí en el Manomanista, Olaizola II ganó 5 de ellos y Martínez de Irujo 3, mientras que de 11 encuentros disputados en el Cuatro y Medio Olaizola II ganó 6 y Martínez de Irujo 5.
En total, se enfrentaron en 106 ocasiones, con un 52% de victorias para Olaizola II y un 48% para Martínez de Irujo.
Los partidos entre Olaizola II y Martínez de Irujo acapararon la atención de prensa y público general, ya que ambos dominaron la disciplina durante una década. Como resultado, Olaizola II el segundo pelotari más laureado de la historia (14 grandes campeonatos), situándose sólo por detrás de Julián Retegi, y Martínez de Irujo es el tercero (13 grandes campeonatos).
Si bien Olaizola II podría haber conseguido un palmarés mucho mayor de no haber estado presente Martínez de Irujo (y viceversa), el pelotari afirmó que su rivalidad fue beneficiosa para ambos, ya que les permitió retroalimentarse el uno al otro y mejorar cada temporada hasta alcanzar los niveles de excelencia que demostraron a lo largo de sus carreras.
Para muchos expertos y aficionados, incluido el pelotari más laureado de la historia, Julián Retegi, ha sido la mejor época de la historia de la pelota.

## Palmarés
- Campeón del Manomanista, 2005, 2007, 2012 y 2013.
- Campeón del Cuatro y Medio, 2002, 2004, 2005, 2008, 2011, 2012 y 2013.
- Campeón del Campeonato de Parejas, 2008, 2011 y 2016.
- Campeón del Manomanista de promoción, 1999.
- Campeón del Cuatro y Medio Navarro, 2005, 2007, 2009, 2014, 2015, 2017.
- Campeón del Masters Baskepensiones BBK Manomanista, 2007.
- Subcampeón Manomanista, 2003, 2006, 2009, 2011, 2015, 2018.
- Subcampeón del Cuatro y Medio, 2014.
- Subcampeón del Campeonato de Parejas, 2003, 2006, 2009, 2014, 2020.
- Ferias de verano: 31 títulos - 4 títulos de San Fermín (4 finales)  - 1 título de La Blanca (7 finales)  - 9 títulos de Zarautz (10 finales)  - 2 títulos de Bizkaia (3 finales)  - 3 títulos de Aste Nagusia (4 finales)  - 4 títulos San Sebastián (7 finales)  - 4 títulos Lequeitio (5 finales)  - 2 títulos Biárriz (2 finales)  - 2 títulos San Mateo (5 finales).

## Trayectoria y estadísticas
| Primera Categoría | 2000 | 2001 | 2002 | 2003 | 2004 | 2005 | 2006 | 2007 | 2008 | 2009 | 2010 | 2011 | 2012 | 2013 | 2014 | 2015 | 2016 | 2017 | 2018 | 2019 | 2020 |
| ----------------- | ---- | ---- | ---- | ---- | ---- | ---- | ---- | ---- | ---- | ---- | ---- | ---- | ---- | ---- | ---- | ---- | ---- | ---- | ---- | ---- | ---- |
| Manomanista       | 1/16 |      | F3   | F    | SF   | C    | F    | C    | 1/4  | F    | 1/4  | F    | C    | C    | 1/4  | F    | 1/4  | 1/4  | F    |      |      |
| Parejas           | 1ªR  | 1ªR  | SF   | F    | SF   | 1/4  | F    | 1/4  | C    | F    | 1ªR  | C    | SF   | SF   | F    | 1ªR  | C    | SF   | SF   | 1ªR  | F    |
| Cuatro y medio    | 1ªR  |      | C    | 1/4  | C    | C    | SF   | SF   | C    | 1/4  |      | C    | C    | C    | F    | SF   | SF   | SF   | 1/4  |      |      |

Manomanista: 71 partidos jugados y 53 ganados.
Cuatro y Medio: 49 partidos jugados y 32 ganados.
Campeonato de Parejas: 242 partidos jugados y 145 ganados.
DATOS TOTALES
1307 jugados: 820 ganados, 487 perdidos. 
Porcentaje de victoria: 62,7%.

## Finales del Campeonato Manomanista
| Año  | Campeón           | Subcampeón        | Tanteo | Frontón   |
| ---- | ----------------- | ----------------- | ------ | --------- |
| 2003 | Patxi Ruiz        | Olaizola II       | 22-07  | Atano III |
| 2005 | Olaizola II       | Martínez de Irujo | 22-18  | Atano III |
| 2006 | Martínez de Irujo | Olaizola II       | 22-17  | Atano III |
| 2007 | Olaizola II       | Barriola          | 22-10  | Atano III |
| 2009 | Martínez de Irujo | Olaizola II       | 22-12  | Atano III |
| 2011 | Xala              | Olaizola II       | 22-19  | Bizkaia   |
| 2012 | Olaizola II       | Martínez de Irujo | 22-07  | Bizkaia   |
| 2013 | Olaizola II       | Martínez de Irujo | 22-07  | Bizkaia   |
| 2015 | Urrutikoetxea (1) | Olaizola II       | 22-19  | Bizkaia   |
| 2018 | Altuna III        | Olaizola II       | 22-14  | Bizkaia   |

(1) En sustitución de Bengoetxea VI por lesión.

## Finales del Campeonato del Cuatro y Medio
| Año  | Campeón           | Subcampeón        | Tanteo | Frontón   |
| ---- | ----------------- | ----------------- | ------ | --------- |
| 2002 | Olaizola II       | Barriola          | 22-13  | Ogueta    |
| 2004 | Olaizola II       | Barriola          | 22-08  | Ogueta    |
| 2005 | Olaizola II       | Xala              | 22-05  | Atano III |
| 2008 | Olaizola II       | Martínez de Irujo | 22-17  | Atano III |
| 2011 | Olaizola II       | Martínez de Irujo | 22-12  | Bizkaia   |
| 2012 | Olaizola II       | Bengoetxea VI     | 22-09  | Ogueta    |
| 2013 | Olaizola II       | Martínez de Irujo | 22-16  | Ogueta    |
| 2014 | Martínez de Irujo | Olaizola II       | 22-17  | Bizkaia   |

## Finales del Campeonato de Parejas
| Año  | Campeones                              | Subcampeones                | Tanteo | Frontón   |
| ---- | -------------------------------------- | --------------------------- | ------ | --------- |
| 2003 | Koka - Beloki                          | Olaizola II - Pascual       | 22-15  | Atano III |
| 2006 | Martínez de Irujo - Martínez de Eulate | Olaizola II - Zearra        | 22-11  | Ogueta    |
| 2008 | Olaizola II - Mendizábal II            | Titín III - Laskurain       | 22-17  | Ogueta    |
| 2009 | Mtz. de Irujo - Goñi III               | Olaizola II - Mendizabal II | 22-21  | Atano III |
| 2011 | Olaizola II - Begino                   | Xala - Beroiz (1)           | 22-14  | Bizkaia   |
| 2014 | Mtz. de Irujo - Barriola               | Olaizola II - Aretxabaleta  | 22-13  | Bizkaia   |
| 2016 | Olaizola II - Urrutikoetxea            | Mtz. de Irujo - Rezusta (2) | 16-10  | Bizkaia   |
| 2020 | Ezkurdia - Martija                     | Olaizola II - Urrutikoetxea | 22-13  | Bizkaia   |

(1) Beroiz sustituyó en la final a Barriola por lesión de este último.
(2) Retirada de Mtz. de Irujo por lesión.

## Final del Manomanista de 2.ª categoría
| Año      | Campeón     | Subcampeón | Tanteo | Frontón  |
| -------- | ----------- | ---------- | ------ | -------- |
| 1999 (1) | Olaizola II | Hirigoyen  | 22-16  | Astelena |

(1) En la edición de 1999 se disputaron dos torneos por la falta de acuerdos entre las dos empresas de pelota mano, ASPE y Asegarce.